# العواسجة (صنعاء)

تعديل مصدري - تعديل

العواسجه هي إحدى قرى الجمهورية اليمنية. وهي تتبع جغرافيــًا لمحافظة صنعاء. وإداريــًا لمديرية بلاد الروس. يبلغ تعداد سكانها 1153 نسمة حسب الإحصاء الذي جرى عام 2004.